# Olesicampe egregia
Olesicampe egregia är en stekelart som först beskrevs av Henry Lorenz Viereck 1925.  Olesicampe egregia ingår i släktet Olesicampe och familjen brokparasitsteklar. Inga underarter finns listade i Catalogue of Life.